# C/1863 G1 Klinkerfues
C/1863 G1 (Klinkerfues) è una cometa del Sistema solare, la sesta ed ultima tra quelle scoperte dall'astronomo tedesco Ernst Friedrich Wilhelm Klinkerfues.

## Storia osservativa
La Cometa Klinkerfues fu scoperta il 12 aprile 1863 da Ernst Friedrich Wilhelm Klinkerfues da Gottinga nella costellazione dell'Aquario. Tre giorni dopo, Giovanni Battista Donati ne riportò una scoperta indipendente da Firenze.
Il 5 aprile la cometa era transitata per il perielio, ma si apprestava a raggiungere la minima distanza dalla Terra il 26 aprile. Le osservazioni furono inoltre favorite dal fatto che la cometa transitò molto in alto nel cielo. Nonostante ciò apparve come un oggetto nebuloso e scarso di particolari.
L'ultima volta fu osservata il 15 novembre 1863 da Otto Wilhelm von Struve, dall'Osservatorio di Pulkovo.

## Orbita
La cometa ha percorso un'orbita altamente eccentrica, inclinata di circa 112° rispetto al piano dell'eclittica. Il perielio fu raggiunto il 5 aprile 1863, ad una distanza poco superiore ad un'unità astronomica dal Sole. Il 26 aprile del 1863, la cometa si trovò alla minima distanza dalla Terra, pari a circa 0,6529 UA.
Il nodo ascendente - uno dei due punti in cui la cometa attraversa il piano dell'orbita della Terra - era collocato in prossimità all'orbita della Terra stessa (ad una distanza pari a circa 0,07 UA) e se non ci fosse stato un ritardo di alcuni mesi, l'incontro tra i due corpi celesti sarebbe stato particolarmente stretto.